# BDétectives
BDétectives est une collection de bandes dessinées parue chez Lefrancq, publiant des adaptations des « classiques » de la littérature policière : aventures de Sherlock Holmes, de Rouletabille ou d'Arsène Lupin...

## Séries

### Abbé Brown
par François Rivière (scénario) et Yves Urbain (dessin) d’après G. K. Chesterton
1. La croix de Saphir (no 11)

### Arsène Lupin
1. Le bouchon de cristal (no 2) scénario d'André-Paul Duchâteau, dessins de Jacques Géron
2. 813 - La double vie (no 7) scénario d'André-Paul Duchâteau, dessins de Jacques Géron
3. 813 - Les trois crimes (no 12) scénario d'André-Paul Duchâteau, dessins de Jacques Géron
4. La demoiselle aux yeux verts (no 21) scénario d'André-Paul Duchâteau, dessins de Jacques Géron
5. L'aiguille creuse (n° 28) scénario d'André-Paul Duchâteau, dessins de Jacques Géron
6. Victor de la brigade mondaine (n° 43) scénario d'André-Paul Duchâteau, dessins de Erwin Drèze

### Le Marquis
par Michel Oleffe (scénario) et JL Delvaux (dessin)
1. Le truand oublié (no 32)
2. D.S. Irae (n° 39)

### Rouletabille
par André-Paul Duchâteau (scénario) et Bernard Swysen (dessin)
1. Le fantôme de l'Opéra (no 3)
2. Le mystère de la chambre jaune (no 10)
3. Le parfum de la femme en noir (no 14)
4. La poupée sanglante (no 22)
5. La machine à assassiner (no 25)
6. L'épouse du soleil (no 33)
7. Le trésor du fantôme de l'opéra (no 38)
8. La Double Vie de Théophraste Longuet (n° 41)

### Sherlock Holmes
1. La sangsue rouge (no 4) scénario d'André-Paul Duchâteau, dessins de Guy Clair
2. Le chien des Baskerville (no 16)scénario d'André-Paul Duchâteau, dessins de Stibane
3. La béquille d'aluminium (no 24) scénario d'André-Paul Duchâteau, dessins de Guy Clair
4. Jack l'Eventreur (no 29) scénario d'André-Paul Duchâteau, dessins de Stibane
5. La bande mouchetée (no 34) scénario d'André-Paul Duchâteau, dessins de Stibane
6. Le rat géant du Sumatra (no 31) scénario d'André-Paul Duchâteau, dessins de Bruno DiSano
7. L'étoile sanglante (no 37) scénario de Jean-Pierre Croquet, dessins de Benoît Bonte
8. La vieille Russe (no 40) scénario d'André-Paul Duchâteau, dessins de Guy Clair
9. Le signe des Quatre (no 42) scénario d'André-Paul Duchâteau, dessins de Bruno DiSano

### Fantômas
par Luc Dellisse (scénario) et Claude Laverdure (dessin)
1. L'affaire Beltham (no 8)
2. Juve contre Fantômas (no 15)
3. Le mort qui tue (no 27)

### Nero Wolfe
par Jean-Claude De La Royère (scénario) et Philippe Wurm (dessin)
1. Les compagnons de la peur (no 6)
2. La cassette rouge (no 17)

### Edgar Wallace
par André-Paul Duchâteau (adaptation et scénario) et Peter Li (dessin)
1. Le serpent jaune (no 19)
2. L'archer vert (n° 30)

### Edmund Bell
par Martin Lodewijk puis Jacques Stoquart (adaptation et scénario) et René Follet puis Wilbur Duquesnoy (dessin), d'après John Flanders
1. L'ombre rouge (no 0)
2. L'ombre noire (no 5)
3. Le diable au cou (no 13)
4. La nuit de l'araignée (no 18)
5. Le train fantôme (no 23)

### Mr Wens
par André-Paul Duchâteau (adaptation et scénario) et Xavier Musquera (dessin), d'après Stanislas-André Steeman
1. Six hommes morts (no 1)
2. L'ennemi sans visage (no 9)
3. L'assassin habite au 21 (no 20)
4. Des cierges au diable (no 26)

### Daddy
par Loup Durand (adaptation et scénario) et René Follet (dessin)
1. (no 35)
2. (no 36)